# Der Albaner
Der Albaner (albanisch Shqiptari) ist ein Film aus dem Jahr 2010. Regie führte Johannes Naber. Der Film war in Albanien ein großer Erfolg, stieß aber auch im Ausland auf ein großes Echo und erhielt mehrere Preise in Europa. Der Film wurde anlässlich des Filmfests München am 28. Juni 2010 zum ersten Mal der Öffentlichkeit präsentiert. Der Kinostart in Deutschland erfolgte am 4. August 2011. In der Schweiz startete der Film am 26. Januar 2012 in den Kinos.

## Handlung
Arben ist ein junger Mann, der mit seinen Eltern, seinem Großvater und seinem Bruder Ilir in einem Dorf nahe Bajram Curr in Nordalbanien lebt. Das Leben in den Bergen ist hart, die Familie ist arm und die Männer der Familie sind deshalb gezwungen, in Griechenland schwarz zu arbeiten.
Arben ist in Etleva verliebt, die im selben Dorf lebt. Die schwangere Etleva kann aber Arben nur heiraten, wenn er als Brautpreis die Schulden von Etlevas Vater in Höhe von 10.000 Euro bezahlt. Bis dahin wird sie von ihrer Familie im Haus eingesperrt. Er verspricht ihr, das Geld aufzutreiben und sie zu heiraten, bevor das Kind geboren ist. Mit Hilfe eines Freundes kann Arben illegal nach Deutschland einwandern und findet nach langer Suche sowie der Hilfe seines neuen Freundes Slatko einen Job in Berlin. Sein Verdienst ist aber zu niedrig, um noch rechtzeitig vor der Geburt des Kindes den Brautpreis aufbringen zu können. Deshalb lässt er sich von seinem Chef Damir überreden, eine besser bezahlte, aber zugleich auch gefährlichere Arbeit anzunehmen. Arben soll zusammen mit Slatko Einwanderer illegal über die polnische Grenze nach Deutschland schleppen.
Dadurch verdient Arben einen Teil der 10.000 Euro und schickt sie seinem Bruder Ilir nach Albanien als Anzahlung für Etlevas Familie. Doch Ilir verwendet das Geld, um ebenfalls illegal nach Deutschland zu reisen. Er trifft seinen Bruder in Berlin, weil er dort mit einem Freund zusammen seinen Traum von einer Karriere als Rapper wahrmachen möchte. Als die Brüder sich treffen und Arben von Ilir über die Situation aufgeklärt wird, ist er völlig verzweifelt und geht zu dem polnischen Schlepper, der Damir im Streit um die Vorherrschaft im Menschenschmuggel umgebracht hat. Arben tötet den Schlepper und nimmt alles Geld, das er finden kann. Dann kehrt er mit dem Geld nach Albanien zurück. Doch es ist schon zu spät. Etleva wurde nach Tirana in eine psychiatrische Klinik gebracht. Arben trifft sie dort, und ihm wird schmerzlich klar, dass er sein Versprechen nicht eingehalten und Etleva ihn deswegen aufgegeben hat.

## Hintergründe
Die Idee zum Film entstand im Jahr 2001. Der Regisseur Johannes Naber im Interview: „Albanien schien mir am Anfang interessant wegen seiner Nähe zu Europa und wegen seiner absurden Geschichte. Das Land hat sich ja nach langen Jahren vom paranoiden Steinzeit-Stalinismus zu einer turbokapitalistischen Mediengesellschaft entwickelt. Eine enorme Fallhöhe. 2001 bin ich zum ersten Mal hingereist. Mit einem Kleinbus und einer Videokamera. Die Mischung aus Archaik und Moderne, der ehrbedingte Stolz und die unbedingte Gastfreundschaft, die ich fand, haben mich sehr beeindruckt. Die Vorurteile, die in Mitteleuropa über dieses Land herrschen, sind so falsch, dass schnell ein weiterer Grund für diesen Film hinzukam: Albanien in den Fokus zu rücken. Das Land braucht eine Chance in Europa, und dazu müssen eine Menge Klischees überwunden werden.“
Die Filmproduktion wurde unter der Leitung von Neue Schönhauser Filmproduktion GmbH und Boris Schönfelder als Produzenten realisiert.

## Kritik
„Johannes Naber erzählt vom Schicksal eines jungen Mannes, der seine Heimat Albanien verlässt, um in Deutschland das Geld aufzutreiben, das er für seine Hochzeit benötigt. Schnell merkt er jedoch, dass er mit Minijobs niemals etwas erreichen wird. Als Illegaler bleibt ihm letzten Endes nur der langsame Abstieg in die Kriminalität. Packendes, authentisches Drama mit starken Bildern und Darstellern.“

„Naber porträtiert Deutschland als ein Land ohne moralische Integrität, politisches Konzept oder rechtstaatliche Unschuld – zumindest für all jene Menschen, die hier nicht als nützlich und vernutzbar gelten, die also nicht willkommen sind. Der Albaner ist also ein guter Film, aber auch stilistisch sehr konventionell und in erwartbaren Bahnen erzählt, der am Ende vor den entscheidenden politischen oder ethischen Konsequenzen seiner Geschichte zurückscheut und ins Privatistische flieht.“

„‚Der Albaner‘ zeigt ein übersehenes Deutschland, das ein Bundesbürger in der Regel kaum wahrnimmt: Brachen und Ruinen neben Glaspalästen, Schrottlager in Hinterhöfen. Nabers Film führt in eine Schattenwelt, in der die Verwertung des Menschen als Arbeitskraft ihre radikalste Ausprägung findet. [...] Illegalität geht unter die Haut. Dieser Film tut es auch.“

„Nachdem der Zuschauer die Lebensumstände in Albanien als karg, rückschrittlich und roh erlebt, zeigt Johannes Naber ein Berlin, das dem an Trostlosigkeit in nichts nachsteht. Statt Touristenglamour gibt es Hinterhöfe und Schutthalden, es herrscht Adventshektik, es regnet. [...] Das Motiv des Menschenhandels zieht sich wie ein roter Faden durch den Film. Doch es ist die Beiläufigkeit, mit der Brutalitäten wie diese thematisiert werden, die Der Albaner so auszeichnet.“

## Auszeichnungen
- 2010: Bester Schauspieler beim Antalya Film Festival
- 2010: Bester Film sowie Publikumspreis beim Festival Cinéma Tous Ecrans Genève
- 2010: Sonderpreis der Jury sowie Bester Hauptdarsteller beim Internationalen Filmfestival Moskau
- 2011: Max-Ophüls-Preis für die Beste Regie
- 2011: Regiepreis des Festivals des deutschen Films